# مانع (۱۹۱۷ فیلم)
مانع (انگلیسی: The Barrier) فیلمی در ژانر ماجراجویی و صامت به کارگردانی ادگار لوئیس است که در سال ۱۹۱۷ منتشر شد.